# Ekpetiames
Els ekpetiames són els membres d'un clan ijaw que viuen al centre de l'estat de Bayelsa, al sud de Nigèria. Parlen un dialecte de la llengua izon.
El nom del clan deriva del nom del seu ancestre comú, Ekpeti. La ciutat principal del clan és Tombia i altres assentaments són: Bumodi, Agudama, Akabiri i Gbarantoru. Els ekpetiames celebren un festival anual en honor del seu déu, Amadosu. Aquest té capelles a les ciutats de Tombia i de Bumodi.

## Orígens i migracions
Els ekpetiames deriven d'un ancestre opu-ogbo que vivia en l'antic assentament d'Isoma-bou, a on van viure entre els segles VIII i X dC. Un dels seus descendent fou Ekpeti, de qui el grup humà va prendre el nom. Des del seu lloc originari, els avantpassats dels ekpetiames van fundar l'assentament anomenat Ekpetiama. A partir d'aquest lloc, es van fundar les ciutats de Tombia, Bumodi Agudama, Akabiri i Gbarantoru. Al segle xiii alguns pobladors de Tombia, liderats per Okpo, van abandonar la zona per a fundar una nova Tombia a la zona de Kalabari. Aquest està a prop de la zona del Regne de Bonny, a prop d'on els ibanis van fundar la ciutat d'Ibani. Posteriorment, els ekpetiames van emigrar primer a Elo-Tombi, a la zona andoni i finalment van arribar a Ekule-kiri-beTombia. També hi hagué ancestres que van emigrar des de Ekpetiama-Tombia fins a Swali, a la zona Epie Atissa, i alguns es van assentar a Assay i a Okini, a Umuoru, a les zones dels isokos i dels abohs. Totes aquestes migracions i fundacions de ciutats foren anteriors al segle xiv.

## Conflicte del delta del Níger
El principal esdeveniment que protagonitzaren els ekpetiames en el conflicte del delta del Níger és que el 23 de juliol del 2007, a l'aldea ekpetiama d'Akaibiri, a la LGA de Yenagoa es va segrestar a la mare de Hansel Seibaguru, representant de l'estat de Bayelsa a l'Assemblea Nacional.